# 陈洪渊
陈洪渊（1937年—），男，浙江三门人，中国分析化学家，南京大学教授，生命分析化学国家重点实验室学术委员会主任。

## 生平
陈洪渊生于浙江省三门县悬诸上枫坑村，曾就读于台州中学。1956年，18岁的陈洪渊考进南京大学，就读于放射化学专业。1961年毕业于南京大学化学系，毕业后留校任教。1981年，陈洪渊获得了德国大众汽车公司设立的“VW-Stiftung奖学金”，1981年-1984年留学德国美因茨大学。2001年，当选为中国科学院院士。南京大学化学化工学院教授、分析科学研究所所长、博士生导师。曾任南京大学化学生物学研究所所长、南京大学教学委员会副主任。

## 社会兼职
教育部科技委员会委员、国家自然科学基金委员会学科评审组长、国家奖励委员会科技奖评委、全国化学传感器专业委员会副主任等职。兼任多种化学期刊的副主编，如：《高等学校化学学报》和《分析科学学报》北京大学、清华大学、中国科学技术大学、青岛科技大学、华东理工大学、西北大学兼职或名誉教授，南开大学杨石先讲座教授。

## 科研成果
在电分析化学基础与应用的领域均作出了突出贡献。
主要研究方向为电分析化学基础理论与新方法；生物电化学与纳米电化学；生物/电化学传感器；微流控芯片分析系统等。

## 在研项目
国家自然科学基金重大项目《微纳流控生化分析集成系统》

## 教育事业
已指导博士后9名，培养博士51名，硕士36名。

## 奖项和荣誉
- 1978年获全国科学大会奖[8]
- 1982年获国家自然科学三等奖
- 1995年、1998年国家教委和教育部科技进步三等奖各1项
- 2001年、2006年2次荣获教育部自然科学一等奖
- 2006年何梁何利科技进步奖
- 2007年获国家自然科学二等奖